# 星光明
星 光明（ほし みつあき、10月4日 - ）は、日本の男性声優。東京都出身。アクセント所属。

## 人物
東京アナウンスアカデミー卒業。
趣味はスポーツ。

## 出演作品

### テレビアニメ
- TEXHNOLYZE（2003年、遠山治彦）
- 攻殻機動隊 S.A.C. 2nd GIG（2004年、個別の11人）
- 砂ぼうず（2004年、街の人、傭兵）
- ピンポン THE ANIMATION（2014年、高村）

### OVA
- とらいあんぐるハート 〜Sweet Songs Forever〜（2003年、刺客、隊員）
- 炎の蜃気楼〜みなぎわの反逆者〜（2004年、怨霊）

### ゲーム
- さかあがりハリケーン 〜LET'S PILE UP OUR SCHOOL!〜（2008年、綺羅泰徳）
- さかあがりハリケーンPortable（2011年、綺羅泰徳）

### BLCD
- 黒羽と鵙目（橋本）

### 吹き替え

#### 映画
- 石ころの夢
- 地獄の戦艦

#### ドラマ
- CSI:マイアミ
- シンデレラマン

#### アニメ
- アクアキッズ（シーザー）
- キャンプ・ラズロ（スリンクマン）
- ジョジョ・サーカス（ゴライアス）
- NODDY（ウォブリーマン、ジャンボ）
- ピーター・コットンテール 幸せを運ぶウサギ（ピーター・コットンテール〈ケイシー・ケイサム〉）